# ブリスベン出身の人物一覧
オーストラリア、クイーンズランド州ブリスベン出身の人物の一覧。

## A to O
- C
  - キャンベル・マグネイ　ラグビー選手
- H
  - Jamie Hubbard　宮崎県のローカルタレント、英会教室講師
- M
  - マイケル・ボンド　ラグビー選手

## P to S
- P
  - Kieren Perkins (1973年8月14日生まれ） 水泳選手、 オリンピック ; 金メダル（1992, 1996、1,500m自由形）、銀メダル（2000年）
- R
  - Samantha Riley 水泳選手、1992バルセロナオリンピック、1996アテネオリンピックメダリスト
  - Giaan Rooney OAM 水泳選手、アテネオリンピック、女子4x100mメドレー、金メダル

- S
  - Jonathan ("Jon") Sieben 水泳選手、1984年ロサンゼルスオリンピック金メダル、200mバタフライ
  - Nicholas Sprenger 中距離自由形水泳選手、2004年アテネオリンピック銀メダル、4x200m自由形リレー
  - サマンサ・ストーサー、テニス選手
  - ショーン・マクマーン、ラグビー選手
- T
  - Leonard Teale (1922年9月26日 - 1994年5月14日）オーストラリアの俳優
  - トゥーセット・ヴァイオリン(TwoSet Violin) - オーストラリアのYouTubeデュオ
  - Wendy Turnbull, ウェンディ・ターンブル 1952年11月26日生まれ、プロテニス女子選手、1988ソウルオリンピック銅メダル、女子ダブルス（ペア：Liz Smylie）

## W
- W
  - Tarnee White (1981年10月17日生まれ）オーストラリア代表平泳ぎ選手、2000シドニーオリンピック、4x100mリレーで銀メダル
  - Marian Wilkinson （1954年生まれ）ジャーナリスト、作家、クイーンズランド大学で学ぶ

著作は以下を含む:
- The Book Of Leaks (with Brian Toohey) 1987
- The Fixer: the untold story of Graham Richardson 1996
- Dark Victory (with David Marr) 2003

- - Karen Van Wirdum, Karen Tracey Van Wirdum 1971年4月9日生まれ、前オーストラリア代表自由形水泳選手 1988年から3回の夏季オリンピック出場、100m自由形、銀メダル（1990年）、同種目銀メダル（コモンウェルス・ゲームズ, ヴィクトリア, カナダ、1994年）

## Y, Z
- Y
  - Liam De Young OAM 1981年12月10日生まれ、フィールドホッケー選手2004年夏季オリンピックアテネ、金メダル
- Z
  - Robert van der Zant 1975年2月2日生まれ、水泳、2000シドニーオリンピック出場

## 参照
- en:People in History born in Brisbane
- en:Category:People of Brisbane